# Grama
Grama, agram o gram (Cynodon dactylon) és una herba adventícia que també té molt ús com a component de la gespa.
Etimològicament Cynodon dactylon significa dent de gos (en francès chiendent) que és el nom dedicat al dia 23 del mes de pluviós del calendari revolucionari francès. Amb tot no és segur que chiendent correspongui exactament a l'agram o a una altra poàcia d'un altre gènere morfològicament similar.
En temps antics gram en llengua catalana era sinònim d'herbei, no necessàriament constituït per l'espècie Cynodon dactylon.

## Descripció botànica
Planta que pertany a la família abans coneguda com a gramínies i actualment amb el nom de Poaceae. Pertany al gènere Cynodon.
És una herba perenne d'un pam d'alçada proveïda de rizoma. Fulles lanceolades i inflorescència formada per de 3 a 5 espigues disposades com els dits de la mà. Cada espigueta té una sola flor. Llavors petites.
Té una dotació cromosòmica de n = 9.

## Danys
Planta invasora que amb les llaurades encara s'estén més, ja que qualsevol petit tros d'arrel pot reproduir la planta sencera. És una mala herba comuna en plantacions de cítrics. Com que es tracta d'una planta de clima relativament càlid els seus danys es veuen territorialment limitats.

## Control
Difícil si es fa amb llaurades, quan s'usen herbicides cal fer diversos tractaments del tipus sistèmic per eliminar-la.

## Distribució
En les zones càlides de la conca mediterrània i en general en climes subtropicals de tot el món.

## Altres usos
- Planta medicinal: se li atribueixen propietats diürètiques i emol·lients
- Com a gespa és coneguda comercialment com a Bermuda grass. Té l'inconvenient de tornar-se groga a l'hivern en climes amb glaçades, en canvi és molt resistent a la secada.